# Funky Monks
Funky Monks — документальный фильм о записи альбома Blood Sugar Sex Magik, одной из самых успешных пластинок в репертуаре американской рок-группы Red Hot Chili Peppers. Альбом был спродюсирован Риком Рубином и записывался на студии в The Mansion — большом особняке с привидениями. Фильм был снят на чёрно-белую плёнку, в нём фигурирует процесс записи многих треков из альбома, а также песен, которые были выпущены в качестве би-сайдов (например, «Soul to Squeeze» и «Sikamikanico»). Помимо этого, в ленте содержатся интервью со всеми музыкантами группы, Риком Рубином и тогдашним менеджером коллектива — Линди Гетцем. Кадры из документального фильма использованы при создания музыкального видео для песни «Suck My Kiss». Первоначально «Funky Monks» был выпущен на VHS, но позже фильм был переиздан на DVD.
Лента была названа в честь одноимённой песни из альбома Blood Sugar Sex Magik.
16 июля 2011 года, редакция журнала NME поставила фильм на 14-е место в своём рейтинге «Рок-документалок обязательных к просмотру».

## Невошедший материал
В 2013 году, на хостинге YouTube появился «черновой» монтаж фильма, в который входило дополнительные 18 минут, не попавшие в окончательную версию. Среди вырезанных сцен был процесс записи песен: «They’re Red Hot», «Search and Destroy», «Sikamikanico» и «Soul to Squeeze». Некоторая часть материала — являлась расширенной версией, фигурировавшей в оригинальной ленте.
В течение многих лет появлялись слухи, что существует трёхчасовая версия фильма. Причиной было то, что неиспользованный в оригинальной ленте материал в дальнейшем появлялся в телевизионных интервью и других документальных фильмах о группе. Редкие цветные кадры снятые в The Mansion также были использованы во время различных интервью группы в качестве вставок. Документальный фильм телеканала VH-1 содержит кадры на которых фигурирует безымянная песня, записанная во время сессий Blood Sugar Sex Magik.